# Keith Thomson
Keith Thomson (* 26. Februar 1941 in Methven; † 26. Januar 2023 in Christchurch) war ein neuseeländischer Cricket- und Hockeyspieler.

## Ausbildung und Kindheit
Thomson wuchs in einfachen Verhältnissen auf und seine Familie führte zunächst ein eher nomadenähnlichen Lebensstil die in einem von einer Dampfmaschine gezogenen mobilen Haus in Canterbury lebte. Nachdem die Familie in Christchurch sesshaft geworden war, besuchte er die Addington School und die Christchurch West High School.

## Cricket
Keith Thomson begann seine Karriere als Spieler für den Sydenham Cricket Club. Von der Saison 1959/60 bis 1973/74 spielte er dann mit einer Unterbrechung für Canterbury im nationalen neuseeländischen Cricket. Nachdem er in der Saison 1966/67 gute Leistungen gezeigt hatte, erhielt er einen Einsatz gegen die tourende Australia XI und nahm an einer Tour in Australien im Dezember 1967 teil. Daraufhin wurde er für die Tour gegen Indien im Februar 1968 in die Nationalmannschaft berufen. Bei seinem Test-Debüt in Christchurch erreichte er ein Fifty über 69 Runs. Er erhielt bei der Tour noch einen weiteren Einsatz, was dann jedoch sein letztes Nationalspiel war.

## Hockey
Im Hockey war Keith Thomson von 1959 bis 1974 als Verteidiger bei Canterbury aktiv. 1961 gab er im Lancaster Park gegen Indien sein Debüt in der neuseeländischen Nationalmannschaft. Bei den Olympischen Spielen 1968 in Mexiko bestritt er acht Spiele und erzielte dabei drei Tore.

## Nach der aktiven Karriere
Nachdem er seine aktive Karriere beendet hatte, wurde Thomson als Cricket-Schiedsrichter im nationalen neuseeländischen eingesetzt. Auch war er als Schiedsrichter bei zwei Hockeyländerspielen im Einsatz und erhielt die lebenslange Mitgliedschaft der Canterbury Hockey Association sowie der New Zealand Hockey Association.
Abseits des Sports absolvierte er eine Ausbildung als Sekundarschul-Lehrer und arbeitete in der Funktion bis zur Pensionierung.